# زیردریایی اشچا-۳۱۷
زیردریایی اشچا-۳۱۷ (به انگلیسی: Soviet submarine ShCh-317) یک زیردریایی بود که طول آن ۵۷٫۰۰ متر (۱۸۷٫۰۱ فوت) بود. این زیردریایی در سال ۱۹۳۵ ساخته شد.